# Elleanthus kermesinus
Elleanthus kermesinus är en orkidéart som först beskrevs av John Lindley, och fick sitt nu gällande namn av Heinrich Gustav Reichenbach. Elleanthus kermesinus ingår i släktet Elleanthus och familjen orkidéer. Inga underarter finns listade i Catalogue of Life.